# Clarissa Vierke
Clarissa Vierke (* 12. Oktober 1979 in Ludwigshafen) ist eine deutsche Afrikanistin, Sprach- und Literaturwissenschaftlerin. Seit 2014 hat sie den Lehrstuhl für Literaturen in Afrikanischen Sprachen an der Universität Bayreuth inne.

## Wissenschaftliche Karriere
Nach einem Magisterstudium in Afrikanistik, Ethnologie und Literaturen in afrikanischen Sprachen an der Universität Bayreuth und der Universität Leiden promovierte Vierke in der Afrikanistik mit der Arbeit The Poem of the Palanquin. A Text Edition of the “Utendi wa Haudaji” together with a Textual Analysis Approaching the Style of the Nineteenth-Century Swahili Utendi an der Universität Bayreuth. In der Arbeit nimmt sie die epische Swahili-Dichtung des 19. Jahrhunderts in den Fokus und bezieht sich insbesondere auf Gedichte des Meistersängers Fumo Liyongo. Neben Manuskripten, die während der Kolonialzeit entstandenen sind, bezieht Vierke auch solche mit ein, die die über Jahrhunderte hinweg mündlichen Swahili Überlieferungen in arabischer Schrift festhalten.
Seit 2014 hat sie die Professur für Literaturen in Afrikanischen Sprachen inne.
Im Jahr 2013 erhielt sie als erste Afrikanistin den Heinz-Maier-Leibnitz-Preis der Deutschen Forschungsgesellschaft.

## Forschungsschwerpunkte
Ihre Forschungsschwerpunkte sind Sprachen und Kommunikation in afrikanischen Sprachen insbesondere in Ost-Afrika. Dabei gilt ein Großteil ihrer Arbeiten der Swahili Dichtung. Anstatt sich auf westliche Analysekategorien zu stützen, schlägt sie neue Kriterien für die Bearbeitung von Texten vor, die sie methodisch und begrifflich aus der jeweiligen Sprache entwickelt. Dabei bezieht sie auch jüngste Sprachentwicklungen wie beispielsweise Jugendsprache und Spoken Word in ihre Forschung mit ein.

## Auszeichnungen
- 2012: Wissenschaftspreis des Universitätsvereins Bayreuth e.V.
- 2013: Heinz-Maier-Leibnitz-Preis der Deutschen Forschungsgemeinschaft (DFG)[4]

## Publikationen (Auswahl)
- Dunia Yao – Utopia/Dystopia in Swahili Fiction : in honour of Said A. M. Khamis. Köln : Köppe, 2016. ISBN 978-3-89645-736-3
- Speech Acts and Speech Events in African Languages. Hrsg.: Sommer, Gabriele und Clarissa Vierke, Köln: Köppe, 2011. ISBN 978-3-89645-893-3
- On the poetics of the Utendi : a critical edition of the nineteenth-century Swahili poem „Utendi wa Haudaji“ together with a stylistic analysis. Zürich: Lit, 2011. (Dissertation, 2010, Universität Bayreuth, Bayreuth International Graduate School of African Studies – BIGSAS) ISBN 978-3-643-80089-3
- Reading Closely : Investigating Textuality in Afrophone Literatures. Hrsg.: Vierke, Clarissa ; Veit-Wild, Flora, Research in African Literatures. Bd. 48 (2017) Heft 1. ISSN 1527-2044
- Kandagor, Mosol ; Ogechi, Nathan O. ; Vierke, Clarissa (Hrsg.) Lugha na fasihi katika karne ya ishirini na moja : kwa heshima ya marehemu Profesa Naoma Luchera Shitemi. Eldoret, Kenya: Moi University Press, 2017. ISBN 9789966187963